# Dance Dance Dance (Astrid S)
Dance Dance Dance è un singolo della cantante norvegese Astrid S, pubblicato il 5 giugno 2020 come primo estratto dal primo album in studio Leave It Beautiful.

## Video musicale
Il video musicale è stato reso disponibile il 6 giugno 2020.

## Tracce
Testi e musiche di Astrid Smeplass, Jakob Gustaf Hazell, Litens Anton Nilsson e Svante Halldin.
Download digitale
1. Dance Dance Dance – 2:39

Download digitale – Acoustic
1. Dance Dance Dance (Acoustic) – 3:01

## Formazione
Musicisti
- Astrid S – voce, cori
- Jakob Gustaf Hazell – programmazione
- Svante Halldin – programmazione

Produzione
- Astrid S – produzione
- Jack & Coke – produzione, registrazione
- Sören von Malmborg – mastering, missaggio

## Classifiche
| Classifica (2020) | Posizione massima |
| ----------------- | ----------------- |
| Norvegia          | 6                 |
| Russia            | 118               |
| Ucraina           | 90                |